# Deixant

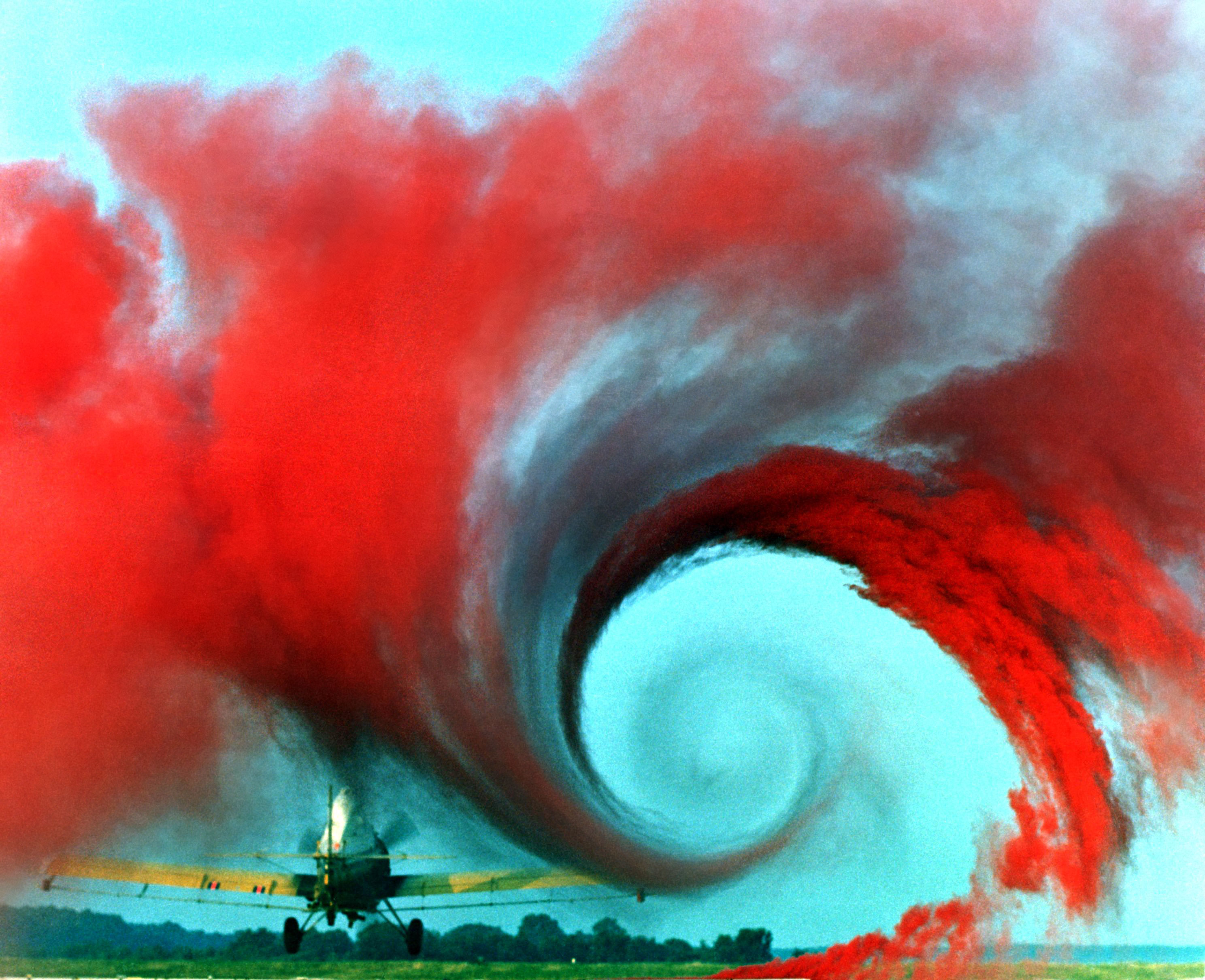
Aquesta imatge d'un estudi de la NASA sobre els remolins de la punta de l'ala clarament il·lustra la potència d'aquest deixant

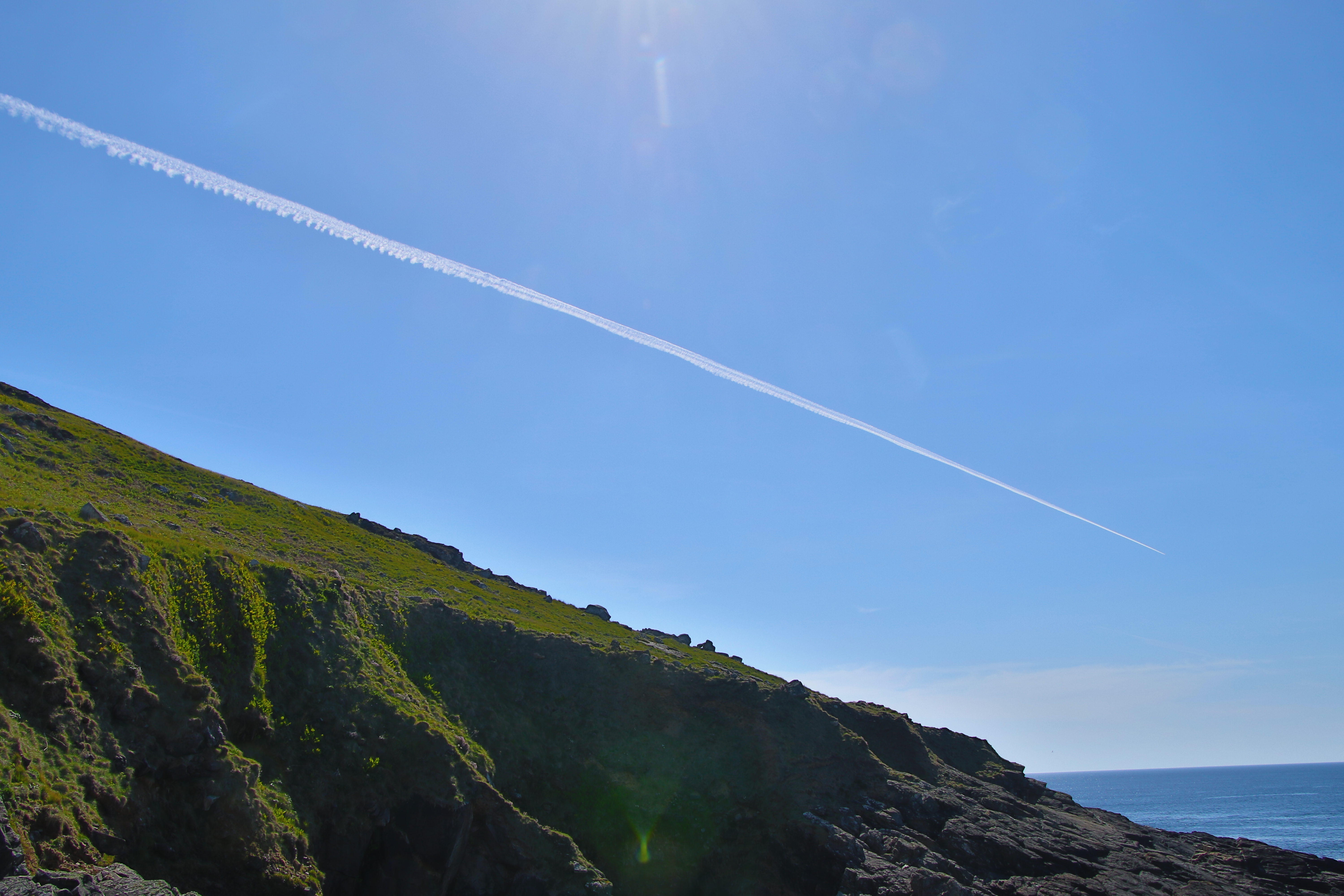
Deixant d'un avió

El deixant (dit també en llenguatge mariner solcatera, solc o aup, i erròniament estela, un castellanisme) és el rastre o traça momentània, en forma de línia o senyal llarguer, generalment blanquinós, que deixa darrere seu un cos, en moviment a l'aigua (en aquest cas, a més, és escumós) o a l'aire, com ara una embarcació en navegar, un llamp o cos lluminós que travessa el cel, etc. Indica el camí que segueix una embarcació, marcat a l'aigua per l'acció del timó i també en la zona de la superfície tranquil·la de la mar, que resta dibuixada entre dues ràfegues d'oratge quasi imperceptibles.
A l'aire sol ser condensació, encara que el seu efecte també pot ser creat artificialment amb fum. En el cas de vaixells impulsats per hèlixs, el corrent d'expulsió d'aquestes se suma a l'efecte del deixant pròpiament dit. En cas de mar en calma el seu efecte persisteix durant hores.
Aquest fenomen apareix darrere dels cossos en moviment a través d'un fluid. La resistència aerodinàmica total apareix com una pèrdua de moment i un augment d'energia en aquest deixant. La grandària i la intensitat del deixant és un indicatiu de la resistència aerodinàmica del perfil del cos. El deixant es pot detectar, per exemple, quan un camió creua un automòbil: per davant el rastre d'aire absorbeix el vehicle.
Els moviments de l'avió no intencionats poden ser causats pel deixant (turbulències). Les turbulències ordinàries són habituals, sobretot a la fase d'aproximació d'una aeronau. Un pilot que sospiti que una turbulència de deixant afecta l'avió, ha de sortir d'aquest solc o preparar-se per trobar-se un deixant més potent. La topada amb el deixant pot ser, inicialment, molt suau. Tanmateix, hi ha hagut seriosos accidents en els quals els pilots han perdut el control de l'avió a causa de la força del deixant.

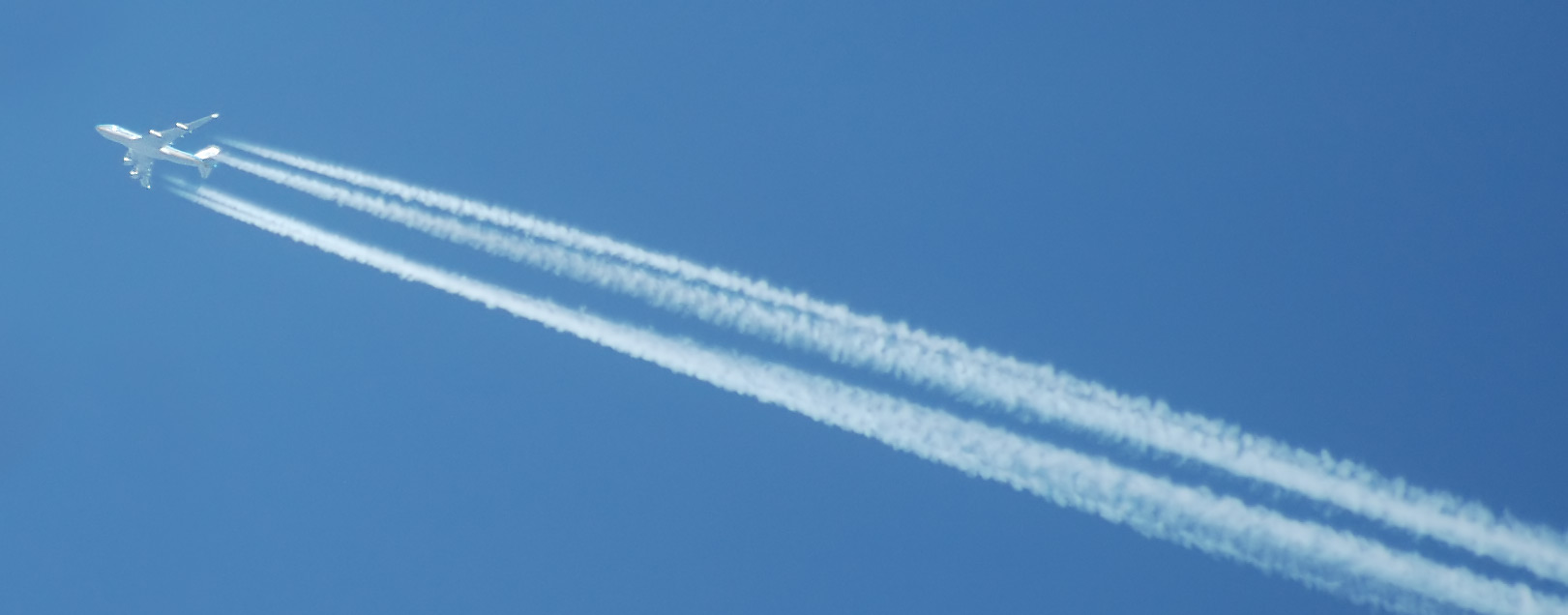
Deixant d'un jet

Els traços o deixants d'avió són àrees de condensació que s'originen per darrere de les fuites de les turbines i que formen cirrus artificials (de vegades anomenats deixants de vapor). També es generen en els vòrtexs de les ales dels jets, que precipiten un corrent de cristalls de gel en atmosfera humida i freda. Al contrari de la seva aparença, no ocasionen pol·lució. Els deixants es produeixen quan hi ha una pressió molt baixa a gran altitud. Però també es poden produir en un caça quan vola a poca altitud, modificant l'obertura de la tovera.

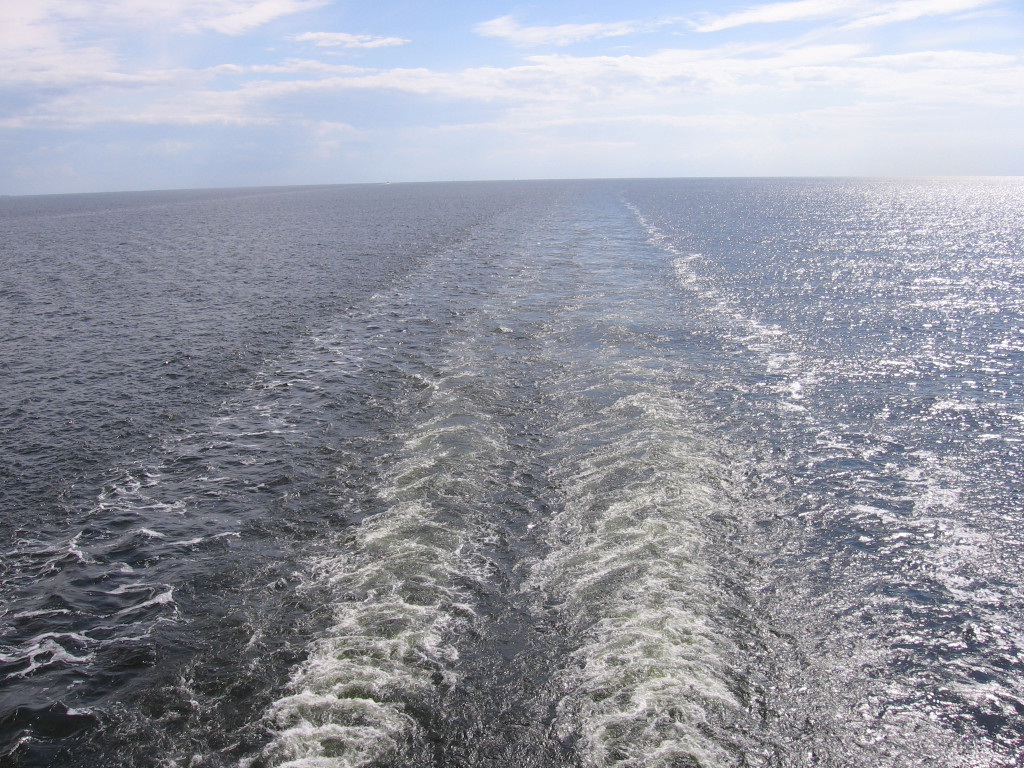
Deixant d'un vaixell

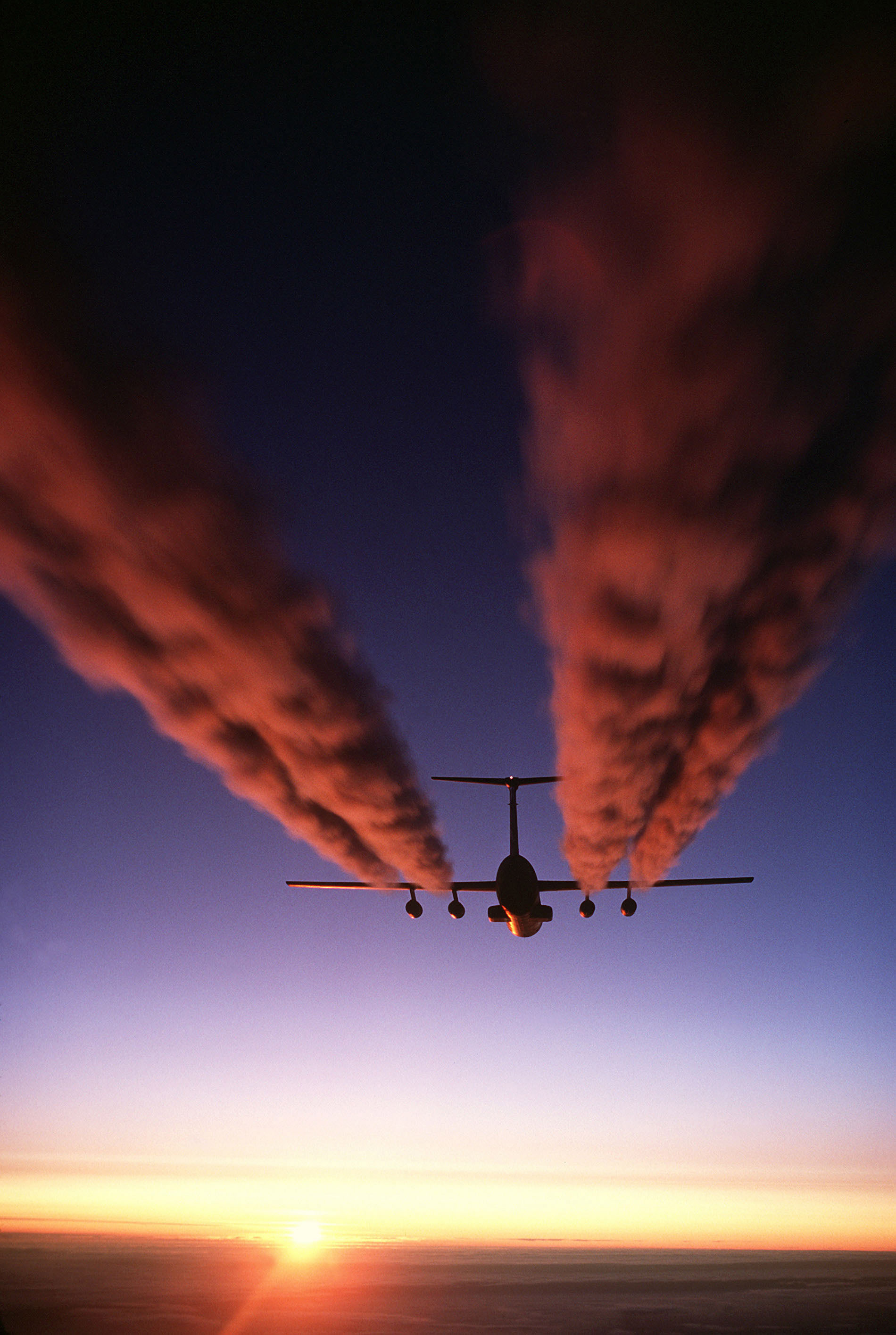
Deixants de vapor sobre l'Antàrtida

Altres deixants que es dissipen molt ràpid es produeixen en els extrems de les ales. A causa de la diferència de pressió de la part superior i inferior de les ales es produeix un corrent d'aire en els extrems en forma de remolí. Quan la diferència de pressió de les cares és més gran, en ascensos ràpids, loopings, el remolí es fa prou fort per crear un buit a causa de força centrífuga. Aquest buit fa que l'aire baixi ràpidament de temperatura i el vapor es condensi.

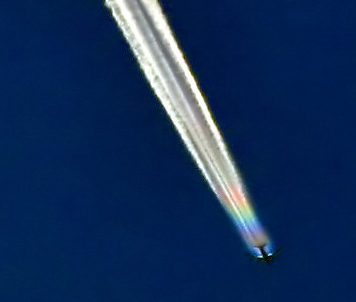
Deixant iridescent

Els deixants aeris poden ser creats de dues maneres:
1) Les fuites del jet augmenten la quantitat d'humitat en l'atmosfera terrestre, la qual cosa provoca que el seu contingut d'aigua arribi al punt de rosada o de saturació. Així es causa la condensació del vapor del combustible querosè cremat, i es forma el deixant.
Els combustibles d'aviació com la benzina per a motors de pistó, o de parafina o querosè per a motors jet, consisteixen en hidrocarburs. En cremar-se, el carboni es combina amb l'oxigen formant diòxid de carboni, l'hidrogen es combina amb l'oxigen formant aigua, que escapa com vapor de les fuites. Per cada litre de combustible cremat (oxidat), es produeix un litre d'aigua, agregat a l'aigua condensada present (de la humitat de l'aire) en el combustible. A grans altituds, aquest vapor es troba amb un ambient fred, (a major altitud, menor temperatura) cosa que abaixa la temperatura del vapor fins a la seva condensació en petites gotes d'aigua i/o sublimant en gel. Les múltiples gotes i/o els cristalls de gel formen els deixants. Com que la temperatura perquè el vapor passi a l'estat líquid o sòlid varia amb el temps i la distància, el vapor necessari per a condensar en zones de l'avió es pot produir d'alguna manera a l'aeronau.
La major part del contingut ennuvolat ve de l'aigua atrapada en l'aire circumdant. A grans altituds, el vapor d'aigua superrefredat requereix una arrencada per a obtenir la dessublimació. Les partícules d'escapament de les fuites de les turbines actuen com a arrencador, causant que el vapor atrapat passi ràpidament a cristalls de gel.
2) Les ales de l'aeroplà causen una caiguda en la pressió de l'aire en el veïnatge de l'ala (això explica en part com arriba a volar un objecte més pesant que l'aire). Aquesta caiguda de pressió provoca una disminució de la temperatura, que produeix la condensació d'una part del vapor d'aigua de l'aire i formi deixants, però només a grans altituds. A més baixes altituds, aquest fenomen es coneix com a ectoplasma. L'ectoplasma és més comú de veure en moments d'embranzides d'alta energia dels motors, com per exemple en combat, o en jets de línies durant l'enlairament i l'aterratge, en llocs de molt baixa pressió, en les ales, i freqüentment en turbo-fan. Les fuites de deixants es fan més estables i durables en alta altitud.

## Impacte climàtic

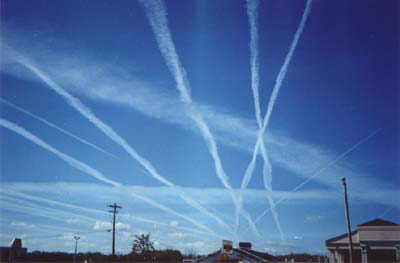
Seqüència de múltiples deixants en una zona d'alt trànsit aeri

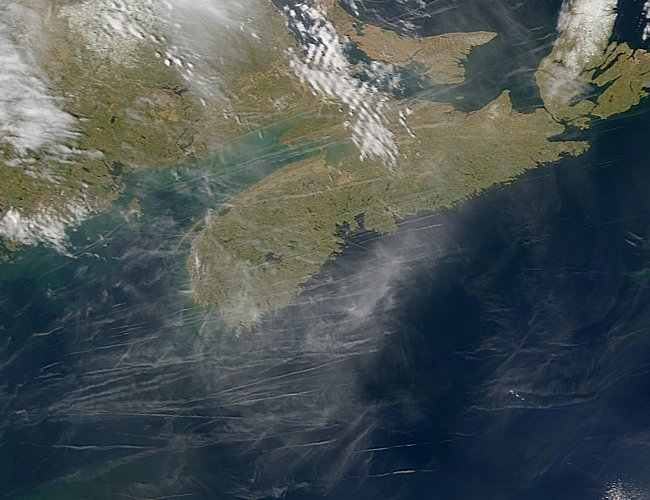
Foto de satèl·lit de Nova Escòcia amb nombrosos deixants de jets volant entre la costa est de l'Atlàntic i Europa

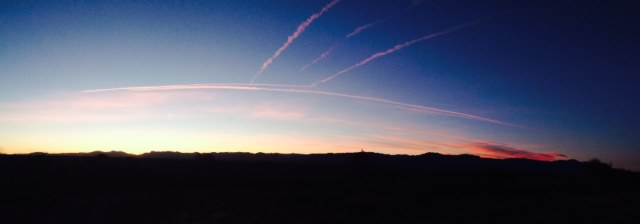
Deixant a prop del massís dels Ports de Tortosa

Els deixants poden afectar la formació de núvols, com un forçament radiatiu. Diversos estudis han mostrat que els deixants atrapen radiació de llarga longitud emesa per la Terra i l'atmosfera (forçament radiatiu positiu) a una més gran taxa que la que entra radiació solar (forçament radiatiu negatiu). Així, la producció de deixants és una altra font més d'escalfament.
Estudis han determinat que els vols nocturns són responsables d'efecte escalfament: mentre que contribueixen amb tot just el 25% de dia, de nit contribueixen amb el 60 al 80% de forçaments radiatius. Similarment, els vols hivernals solament representen el 22% del trànsit anual aeri, però contribueix amb el 50% del forçament radiatiu anual mitjà.
Efectes de l'11-S
S'ha fet la hipòtesi que en una regió com els EUA amb un tan alt trànsit aeri, els deixants afecten el temps, redueixen la calor solar durant el dia i la radiació de calor durant la nit per l'augmentació de l'albedo. La suspensió dels vols durant tres dies als EUA després de l'11-S va donar una oportunitat de provar aquesta hipòtesi. Els mesuraments van mostrar que sense deixants, el rang de Tº diürnes (diferència de les Tº del dia i de la nit) va ser d'1 °C més alt que immediatament abans. S'ha suggerit que això és degut al temps inusualment net d'aquell període.